# The Devil’s Light
The Devil’s Light ist ein Horrorfilm von Daniel Stamm.

## Handlung
Als Reaktion auf die weltweite Zunahme dämonischer Besessenheit eröffnet die katholische Kirche wieder Exorzismusschulen, um Priester im Ritus des Exorzismus auszubilden.
Obwohl es Nonnen verboten ist, Exorzismen durchzuführen, erkennt Pater Quinn die Gabe von Schwester Ann, sich in besessene Opfer von Dämonen einzufühlen, und erklärt sich bereit, sie auszubilden. Gemeinsam mit ihrem Mitschüler Pater Dante gerät Ann in einen Kampf um die Seele eines jungen Mädchens, Natalie, von dem sie glaubt, dass es von einem Dämon besessen ist, der vor Jahren Anns psychisch labile Mutter gequält hat.
Ann nimmt am Unterricht teil, auch gegen den Widerstand des Personals und zur Belustigung einiger Priester. Es geschehen beängstigende Dinge, wie beunruhigende Visionen und Erinnerungen, und ein älterer, besessener männlicher Patient belästigt sie und tanzt mit ihr gegen ihren Willen, als sie in seinem Zimmer gefangen ist. Ann setzt jedoch ihre Suche fort, indem sie mit Dantes Hilfe in Geheimarchive eindringt und die Geschichten von "unheilbar Kranken", die wahrscheinlich sterben werden, und von einer Frau, die aus dem Institut entlassen wurde, untersucht.
Ann hilft dabei, Dantes verstörte Schwester zu exorzieren, offenbar mit Erfolg. Am nächsten Morgen erfährt sie jedoch von der Schulleitung und dem Kardinal, dass die Frau sich umgebracht hat. Ann beschließt unglücklich, dass sie angesichts dieser Tragödie in ihr altes Kloster zurückkehren wird. Dante kommt jedoch vorbei und sagt, dass Natalie, die sich erholt und die Schule verlassen hatte, einen Rückfall erlitten hat und wahrscheinlich als "unheilbarer Fall" in den Vatikan geschickt wird. Er überredet sie, sich mit ihm in die Schule zu schleichen und Natalie zu exorzieren.
Ann ist schockiert, als sie feststellt, dass Natalie ihre eigene Tochter ist, die sie vor Jahren zur Adoption freigegeben hat, als sie als Teenager schwanger war. Der Schmerz des Verlassenseins hat Natalie zu einer dämonischen Besessenheit gemacht. Schließlich lässt der Dämon Natalie frei, ergreift aber Besitz von Ann, die in ein großes Becken mit Weihwasser fällt und sich schließlich von dem Dämon befreit, während sie gegen die Qualen ihrer Vergangenheit ankämpft.
Die Schulleitung belohnt sie mit einem akademischen Stipendium im Vatikan; doch im Taxi stellt Ann fest, dass der Fahrer der alte Mann ist, der sie unter dämonischem Einfluss belästigt hatte. Das Taxi hält auf der Straße, und eine unheimlich aussehende Frau, die aus dem Institut entlassen worden war, starrt sie von der Straße aus an. Ann bewaffnet sich mit einem Kruzifix, als der Fahrer sie anfaucht und angreift.

## Produktion
Im Jahre 2019 wurde erstmals über The Devil’s Light berichtet. Zum damaligen Zeitpunkt sollte James Hawes die Regie führen. Im Jahr 2020 fiel die Regie dann Daniel Stamm zu. Das US-amerikanische Filmstudio Gold Circle Films, dass vor allem Independent-Produktionen unterstützt, war an der Produktion von The Devil’s Light beteiligt.
Die Dreharbeiten fanden im Frühjahr 2020 in Sofia statt. Lionsgate hat die Vertriebsrechte zu dem Film inne. 
Es ist der letzte Film, in dem Ben Cross vor seinem Tod im Jahr 2020 zu sehen ist, und ist seinem Andenken gewidmet. Er starb im August 2020 kurz nach Beendigung der Dreharbeiten. 
Der US-amerikanische Kinostart erfolgte am 28. Oktober 2022. In Deutschland kam der Film sechs Tage später, am 3. November, in die Kinos.